# Trường Trung học phổ thông Trưng Vương, Thành phố Hồ Chí Minh
Trường Trung học phổ thông Trưng Vương là một trường trung học công lập danh tiếng ở Sài Gòn dành cho nữ học sinh.

## Lược sử
Tiền thân của Trường Trung học phổ thông Trưng Vương là Trường Nữ Trung học Trưng Vương, thành lập năm 1954, gồm thành phần nhân sự chủ yếu từ các giáo viên học sinh trường Trưng Vương Hà Nội di cư vào Sài Gòn sau Hiệp định Genève 1954.
Ban giám đốc đầu tiên gồm có: bà hiệu trưởng Tăng Xuân An, bà giám học Nguyễn Thị Phú - và bà tổng giám thị Nguyệt Minh.
Năm học đầu tiên trường phải học nhờ trường nữ trung học Gia Long (khóa buổi chiều).
Năm 1957, trường Trưng Vương dời về số 3 đường Nguyễn Bỉnh Khiêm, nguyên trước đó là bệnh viện của Quân đội Pháp mang tên Quân y viện Coste, gần Sở Thú Sài Gòn và trường trung học Võ Trường Toản (Sài Gòn).
Ngày 7 tháng 9 năm 1963, nhiều học sinh trường đã tham gia bãi khóa tại sân trường nhằm biểu thị chống việc chính phủ Ngô Đình Diệm đàn áp Phật giáo.
Sau năm 1975, trường đổi tên thành Trường Phổ thông Trưng Vương cấp III, dạy học cho cả nam lẫn nữ học sinh.